# Orimarga streptocerca
Orimarga streptocerca là một loài ruồi trong họ Limoniidae. Chúng phân bố ở miền Cổ bắc.